# Sebastian Knaak
Sebastian Knaak (* 27. November 1985 in Magdeburg) ist ein deutscher Produzent und Songwriter aus Magdeburg.

## Biografie
Erste musikalische Erfahrungen sammelte er als Kind in der Georg Philipp Telemann Musikschule Magdeburg im klassischen Gitarrenunterricht.
Die ersten ernsthaften Musikversuche startete er im Dance Genre Hands Up und hatte dort auch erste Veröffentlichungen als Remixer.
Als Teil des Komponisten- und Produzententeams Vario Productions wurde zusammen mit Mathias Middelhoff und Magdeburger Gastmusikern für das Internationale Jahr der Jugend in Magdeburg ein Jugendmusical geschrieben, welches trotz schon begonnener Proben im Alten Theater Magdeburg und gecasteter Darsteller nicht aufgeführt werden konnte.
Ein mit der italienischen Songwriterin und Sängerin Sara Spagnoli produzierter Song wurde als Siegersong für eine Kandidatin bei der italienischen Castingshow "X-Factor" ausgewählt. Da die Kandidatin vorzeitig in den Top 10 ausschied, kam es nie zu der geplanten Veröffentlichung.
In Zusammenarbeit mit David May (DMZ Music) und Stephen Singer (Oceanlight Productions & Hi Klaas Music) entstanden  Produktionen mit Features von  bekannten Künstlern.

## Charts
| ChartsChartplatzierungen                 | Höchstplatzierung | Wochen |
| ---------------------------------------- | ----------------- | ------ |
| Deutschland (GfK)                        | 53 (… Wo.)        | …      |
| Österreich (Ö3)                          | 52 (… Wo.)        | …      |
| Schweiz (IFPI)                           | 43 (… Wo.)        | …      |
| Niederlande (Media Markt / Dutch Charts) | 18 (… Wo.)        | …      |
| Rumänien (UFPR)                          | 29 (… Wo.)        | …      |
| Flandern (Ultratop)                      | 50 (… Wo.)        | …      |
| Wallonie (Ultratop)                      | 34 (… Wo.)        | …      |
| Frankreich (SNEP)                        | 185 (… Wo.)       | …      |

| ChartsChartplatzierungen     | Höchstplatzierung | Wochen |
| ---------------------------- | ----------------- | ------ |
| Deutschland (GfK)            | 53 (… Wo.)        | …      |
| Österreich (Ö3)              | 41 (… Wo.)        | …      |
| Schweiz (IFPI)               | 29 (… Wo.)        | …      |
| Finnland (IFPI)              | 19 (… Wo.)        | …      |
| Vereinigtes Königreich (OCC) | 71 (… Wo.)        | …      |

| ChartsChartplatzierungen | Höchstplatzierung | Wochen |
| ------------------------ | ----------------- | ------ |
| Deutschland (GfK)        | 93 (… Wo.)        | …      |
| Österreich (Ö3)          | 59 (… Wo.)        | …      |

## Diskografie

### Singles (Co-Productions)
- Lara McAllen – Wont Get Another Night (Radio Edit)
- Lara McAllen – Wont Get Another Night (Funky Mix)
- The Glam ft. Flo Rida & Trina – Party Like a DJ (#1 Dance iTunes Japan)
- Carolina Marquez Vs Jay Kay Feat. Lil Wayne & Glasses Malone – Weekend (Wicked Wow)
- Redd feat. Akon & Snoop Dogg – I’m Day Dreaming (#2 Dance iTunes Japan)
- R.J. feat. Pitbull – U Know It Ain’t Love (#1 R&B iTunes Japan and Top 10 General iTunes Japan)
- Courtney Argue ft. Jeremy Green & Pitbull – Make It Rain (#1 Dance iTunes Japan)
- Vicky Green feat. Kelly Rowland & Trina – Here We Go Again
- M.iam.i & Flo Rida – Avalanche (Rescue Me From The Dancefloor) (#6 Dance iTunes Japan)
- R.J. ft. Flo Rida & Qwote – Last Time (#1 Dance iTunes Japan/#36 general Japan)
- JayKay ft. Lil Wayne, Rick Ross & Mack 10 – Party Encore
- A-Roma feat. Pitbull & Play N Skillz – 100% Freaky (#1 Dance iTunes Japan / #25 all Genres iTunes Japan)
- Raquel feat. Diddy, Dorrough & Yo Gotty – Touch
- R.J. feat. Pitbull – Live 4 Die 4 (#4 R&B iTunes Japan)
- Tune ft. Akon – Calling (#2 Dance iTunes Japan/#79 General iTunes Japan)
- Ktree ft Tonez Snoop Dogg & Candy 187 – Party All around The World (#4 Dance iTunes Japan)
- Estello feat. Pitbull – Till the Stars come out
- Bridge feat. Tonez, Wiz Khalifa, Snoop Dogg & Berner Yoko – I Want To Believe in You
- Miss Diva K feat. Pitbull & Taboo (Blackeyed Peas) – Love is Going NoWhere (# 11 Black Charts Germany)
- Flush feat. Nathan, Kate & Flo Rida – Revolution Of Love
- Purple Aura & Chris Willis feat. Akon – No One Can Replace You (# Top 30 All Genres iTunes Belgium)[6]
- Hype Active Vs Nile Rodgers, Pitbull & Play N Skillz & Vonzell Solomon – Le Freak (# Top 15 DJ Top 100 International) (# Top 15 Black Charts Germany) (# Top 40 DDJC)
- M.iam.i feat. Flo Rida & Victoria Kern – Camouflage
- F.A.D. feat. Pitbull, Angelika Vee & Roscoe Umali – Remedy
- Code Beat & Teairra Marie feat. Flo Rida & Adassa – I Wanna Feel Real
- Cue feat. Snoop Dogg & Adassa – Boom (He Won't Get Away)
- Waterfall feat. Akon & Play N'Skillz – Angel Eyes (U Got Them)
- Kevin Pistol – Speed of Sound (feat. Snoop Dogg) #34 Dance iTunes Germany[7]
- Mu Grey feat. Jeanette Aku & Pitbull – Our Love
- Tera and Player N Skillz feat. Amanda Wilson and Pitbull – Scared (Lotus & 2Sights Mix)
- A.Rose Jackson – Lovers Collide
- Sara Cruz – Heal My Wounds (feat. Frabolo)[8]

### Alben
- R.J. – Emotions (#3 iTunes Albums Dance Japan) (#54 iTunes Albums all genres Japan)